# وكس بي إتش بي
وكس بي إتش بي (wxPHP) و ترمز ل(wxWidgets for PHP) و تعتبر امتداد للبي إتش بي و التي تنحصر علي مكتبة وكس ويدجيتز والذي يسمح لكتابة تطبيقات سطح المكتب المتعددة المنصات والاستفادة من المكونات الرسومية الأصلية المتاحة للمنصات مختلفة، وهو يدعم أنظمة التشغيل الثلاثة الرئيسية: ويندوز ولينكس وماك أو إس عشرة باستخدام لغة بي إتش بي ,التطبيقات مكتوبة بلغة بي إتش بي، وبما إنها لغة مفسرة فهذا يعني إنها لا تحتاج لوسيط لتحويل البرمجي من أجل تشغيل التطبيق، تتوفر في مترجم بي إتش بي بواسطة امتداد خاص بها .